# 大和田仁美
大和田仁美（日语：／ Ōwada Hitomi，1990年3月23日—）是日本的女性聲優，神奈川縣出身。血型B型。青二製作（新人）所屬。日本大學藝術學部音樂學科、綜合學園修曼學院畢業。

## 人物
大學專攻薩克斯風，能夠吹奏次中音、中音、上低音、高音4個種類，其中最為拿手的是中音薩克斯風。
大學畢業後進入職場，同時也到綜合學園修曼學院的夜間、週末講座進修。1年後加入青二製作（新人）。
2013年秋天參加了《SHIROBAKO》的主要角色宮森葵、安原繪麻、坂木靜香的甄選，但並未獲得提拔。1年後接到同作「決定讓妳演出同學」的聯絡，因此接演了今井綠這個角色。
2024年1月1日宣布與同屬經紀公司的阿座上洋平結婚。

## 演出作品
※粗體字為主要角色。

### 電視動畫
2013年
- 黑色嘉年華
- BROTHERS CONFLICT（女性A）
- 庭球社 第2期（美香）
- 萌萌侵略者 OUTBREAK COMPANY
- 庭球社 第3期（美香、巫女、輕音樂社B）

2014年
- HAMATORA ─超能偵探社─（女子、女大學生）
- 未確認進行式（女學生）
- 天雷爭霸：復仇者聯盟（女學生）
- 櫻Trick（吉田步美）
- ONE PIECE（女性#634、觀眾#645#650、玩具#651）
- Free!-Eternal Summer-（教練）
- 普通女高中生要做當地偶像
- 修業魔女璐璐萌（由美）
- 花物語（女學生）
- 天體的方式（學生）
- 大圖書館的牧羊人（女學生B、小孩、教師A、侍應生2）
- SHIROBAKO（今井綠[6]）
- 四月是你的謊言（觀眾）

2015年
- FAIRY TAIL 第2期（孕婦#236）
- 俺物語！！（女子）
- 亂步奇譚 拉普拉斯的遊戲（模仿犯）
- 城下町的蒲公英（一條瞳#2）
- Charlotte（杉本、女學生相田、女學生加藤、電視廣告聲）
- 龍珠超（客）
- ONE PIECE（村人、女海兵）
- 女武神驅動 -美人魚-（住人、魔女、小杉）

2016年
- 莉露莉露妖精～妖精之門～（凱蘿特、わかめ、小櫻）
- 美少女戰士Crystal Season III 死亡毀滅者篇（職員）
- 線上遊戲的老婆不可能是女生？（秋山奈奈子／瑟蒂[7]）
- 少年女僕（小孩時代的圓、電視節目的主持人）
- 輕拍翻轉小魔女（候補者）
- 我太受歡迎了，該怎麼辦？（學生）

2017年
- 風夏（秋月春風）
- 愛麗絲與藏六（樫村紗名[8]）
- 怪怪守護神（名護英子）
- 正確的卡多（報導團隊）
- 妖怪公寓的優雅日常（櫻庭、白美音女子B）
- NEW GAME!!（鳴海燕）
- 蠟筆小新（企鵝、店員B）

2018年
- 刀使之巫女（內里步）
- Lostorage conflated WIXOSS（坂口步美、橋本亞美佳[9]）
- 蠟筆小新（寵物商店店員）
- 羽球戰爭（羽咲綾乃）
- Planet With（因幡美羽[10]）
- 魔法禁書目錄III（索綺特）

2019年
- 動物朋友2（眼鏡凱門鱷）
- 天使降臨到我身邊！（種村小依）
- 飛翔吧！戰機少女（伊格兒）
- 街角魔族（吉田良子[11]）

2020年
- 科學超電磁炮T（索綺特）
- 啄木鳥偵探社（加世）
- 賽馬娘四格（醒目飛鷹）
- 總之就是很可愛（夏洛特）
- 麵包超人（炒飯王子）

2021年
- 夢夢貓（亞衣）
- BLUE REFLECTION：澪（白樺都）
- 龍族拼圖（花井カレン）
- 數碼寶貝大冒險：（愛精靈獸〈紅〉）

2022年
- 數碼寶貝幽靈遊戲（艾力獸、閃蝶獸、杏奈）
- 勇者、辭職不幹了（莉莉）
- 街角魔族 2丁目（吉田良子[12]）

2023年
- 機戰少女Alice Expansion（蛙坂來彌）
- 總之就是很可愛（第2期）（夏洛特[13]）
- 七魔劍支配天下（卡蒂·奧托[14]）
- 萊莎的鍊金工房 ～常闇女王與秘密藏身處～（科洛蒂婭·巴蘭茨[15]）

### OVA
2019年
- 天使降臨到我身邊！（種村小依）

### 動畫電影
2016年
- 從好久以前就喜歡你。～告白實行委員會～

2020年
- 劇場版 SHIROBAKO（今井綠[16]）

### 遊戲
演出時期不明
- 我家公主最可愛（服飾姬帕妮耶·貝爾蘭）
- Tales of Link（女海賊梅麗莎）
- 封印勇者！瑪恩島與空之迷宮

2013年
- 機巧少女不會受傷 Facing "Burnt Red"（雛菊）

2015年
- 影牢 〜另一名公主〜（蕾娜[17]）
- 動物好友（顎鬚海豹[18]）
- 彈射三國大戰
- 第3次超級機器人大戰Z 天獄篇（天普蒂）

2017年
- Fate/Grand Order（艾比蓋兒·威廉斯）
- 異度神劍2

2018年
- 閃耀幻想曲（鳴海燕、吉田良子）
- Alice Gear Aegis（蛙坂来弥）
- 天華百劍-斬-（小烏丸）

2019年
- 萊莎的鍊金工房～常闇女王與秘密藏身處～（科洛蒂婭·巴蘭茨）
- 轟炸少女（小灰）
- 碧藍航線（確捷）[19]

2020年
- Crash Fever（庫倫）
- 明日方舟（薄绿）
- 萊莎的鍊金工房2 ～失落傳說與秘密妖精～（科洛蒂婭·巴蘭茨）
- 少女前線（P30、SSG3000）[20][21]

2021年
- 魔法禁书目录 幻想收束（索綺特）
- 賽馬娘（醒目飞鹰）[22]

2022年
- 碧藍航線（科洛蒂婭•巴蘭茨）[a][23]

2023年
- 無期迷途（莱塔）

### 電視節目
- PON!（日本電視台、2014年2月24日）[24]（露面演出）

### 音樂CD
| 發售日  | 名稱                 | 演唱名義 | 歌曲名稱 | 商業搭配                    |
| 2015年  | 2015年               | 2015年 | 2015年   | 2015年                      |
| ------- | -------------------- | --- | -------- | --------------------------- |
| 2月25日 | 寶箱-TREASURE BOX-／ | ［宮森葵（木村珠莉）、安原繪麻（佳村遙）、坂木靜香（千菅春香）、藤堂美沙（高野麻美）、今井綠（大和田仁美）］ | 「」     | 電視動畫《SHIROBAKO》片尾曲 |

## 註記
1. ↑  是為碧藍航線與萊莎2 3聯動角色

## 外部連結
- 事務所公開簡歷（页面存档备份，存于）（日語）
- 大和田仁美的X（前Twitter）（日語）